# .17 Remington
.17 Remington — малокалиберный винтовочный патрон для гражданского оружия.

## История
Патрон .17 Remington был создан в 1971 году известной американской фирмой  «Ремингтон» (Remington Arms Company) для использования в винтовках этой фирмы Remington 700.
Цель была — создать малоимпульсный патрон для варминтинга, с максимально высокой скоростью пули и, соответственно, настильной траекторией. За основу была взята гильза широко распространённого патрона .223 Remington, дульце которой обжали до калибра 0,172 дюйма (4,37 мм). При этом форма гильзы чуть изменилась.

## Характерные особенности и применение
Малая масса пули (1,3…3 г) в сочетании с относительно мощным пороховым зарядом придают пуле чрезвычайно высокую начальную скорость, 1200-1300 м/с (в зависимости от пули). Траектория пули исключительно настильная, что сильно облегчает прицеливание на больших дистанциях. Интересно, что это один из немногих патронов, у которого вес пороха больше, чем вес пули.
Эти качества сделали патрон .17 Remington весьма популярным боеприпасом для варминтинга и учебной стрельбы. Отдача при стрельбе слабая и часто практически не ощущается.
Патрон .17 Remington теоретически позволяет вести стрельбу по грызунам на расстояниях до 400—450 м. На практике, однако, это может быть трудно достижимо, поскольку маленькая и лёгкая пуля заметно отклоняется даже несильным ветром. Убойность пули по крупным целям также слабая, несмотря на высокую скорость по причине того, что при попадании пуля буквально взрывается нанося лишь поверхностную (хотя и достаточно серьёзную) рану крупным животным. Впрочем, патрон и не рассчитан на дичь крупнее американских луговых собачек. Помимо грызунов, этим патроном можно стрелять птицу, хотя на близких расстояниях он рвёт тушку из-за фугасного действия высокоскоростной пули. Фактически, для других целей, кроме варминтинга, этот боеприпас непригоден.
Ещё один недостаток патрона — при стрельбе ствол оружия изнашивается гораздо сильнее, чем у крупнокалиберных систем, из-за повреждения канала металлом оболочки.
Никакого военного применения патрон .17 Remington не имеет.